# Audit énergétique en copropriété
 (août 2015).
 (mars 2021).
Si vous disposez d'ouvrages ou d'articles de référence ou si vous connaissez des sites web de qualité traitant du thème abordé ici, merci de compléter l'article en donnant les références utiles à sa vérifiabilité et en les liant à la section « Notes et références ».
Un audit énergétique en copropriété est un audit sur la consommation énergétique d'un bien immobilier (immeuble ou groupe d'immeubles) dont les propriétaires, et donc les intéressés par l'audit, sont multiples (copropriété).
En France, le contexte énergétique a poussé les différents décideurs politiques à créer des lois sur la maîtrise de l'énergie dans les logements, plus particulièrement dans les copropriétés, lesquelles représentent 8,5 millions de logements sur un total de 33 millions.
L'audit énergétique est proposé comme une réponse aux problématiques des maîtrises des charges liées aux consommations énergétiques. Cet outil d'aide à la décision s'inscrit dans une démarche de rénovation énergétique durable. 

## Contexte en France

### Contexte énergétique
En 2012, les bâtiments des secteurs « Résidentiel et Tertiaire » ont consommé 68,7 millions de tonnes équivalent pétrole, dont les deux tiers sont consommés par le résidentiel. Ce secteur représente 44 % de la consommation finale d’énergie en France. Ce secteur est également responsable de 23 % des émissions totales de CO2 en France, ce qui en fait la troisième source d’émission derrière les transports (34 %) et l’agriculture et sylviculture (24 %).
La consommation énergétique des bâtiments (résidentiel-tertiaire) a augmenté de près de 42 % depuis 1970. Cette augmentation est à mettre en parallèle avec la hausse de la surface totale de logement résidentiel, et également avec l’amélioration du confort des logements et la diffusion de nouveaux besoins à forte consommation (électroménager et climatisation). On observe, par exemple, que la consommation unitaire moyenne d’électricité spécifique a ainsi plus que doublé depuis 1973, passant de 14 kWh/m² à 29 kWh/m² en 2005.
Toutefois, la consommation unitaire moyenne totale du secteur résidentiel est passée de 365 kWh/m2 en 1973 à 215 kWh/m2 en 2005, soit une baisse de 41 %. Ces progrès ont principalement été réalisés par les travaux de maîtrise de l’énergie dans l’habitat existant et par la réglementation thermique imposée aux logements neufs.

### Contexte réglementaire
Face à ces constats et compte tenu des objectifs relatifs à une politique environnementale, des dispositifs ont été introduits. Tout d’abord, en mai 2010, la loi d’engagement national pour l’environnement dit grenelle 2 met l’accent sur le volet « énergie » des logements. En particulier, la loi Grenelle 2, contient de nombreuses dispositions destinées à améliorer la performance énergétique des immeubles en copropriété en simplifiant par exemple les décisions en faveur des travaux d’économie d’énergie ou encore en rendant l’audit énergétique obligatoire. Ainsi, l’audit énergétique est obligatoire pour les copropriétés supérieures à 50 lots ayant un système de chauffage ou de refroidissement collectif. Le décret d’application a été publié le 27 janvier 2012 et complété par l’arrêté du 28 février 2013 relatif au contenu et aux modalités de réalisation d’un audit énergétique.
 

## Définition
L’audit énergétique est un diagnostic qui vise à mettre en évidence les points forts et faibles du bâtiment quant aux performances énergétiques. À l’issue d’un état des lieux détaillé, un ensemble de solutions d’améliorations chiffrées tant sur le plan énergétique qu’économique et environnemental est proposé.
L’audit énergétique comprend des propositions chiffrées de programmes d’améliorations énergétiques du site : amélioration du bâti (isolation, remplacement des menuiseries, protections solaires), mise en place de systèmes plus performants (chaudière, ventilation, éclairage, énergies renouvelables si le site le permet), sensibilisation aux économies d’énergie (usages : température, réglages).
L’audit énergétique permet donc aux copropriétaires de la résidence de mettre en œuvre rapidement des actions de maîtrise des consommations d’énergies, efficaces en matière de réduction des émissions de CO2 et rentables financièrement. Il propose, dans la mesure du possible, des solutions permettant de diminuer les consommations d’énergie primaire respectivement d'au moins 20 % et d'au moins 38 % (source : l’arrêté du 28 février 2013 relatif au contenu et aux modalités de réalisation d’un audit énergétique).
Cette étude constitue pour les syndics et copropriétaires une aide à la décision ainsi qu’un guide mode d’emploi pour programmer les travaux à réaliser qui peuvent être planifiés selon les cas à court, moyen et long termes.

## Déroulement: étape d’un audit énergétique
La procédure de réalisation d’un audit énergétique en copropriété s’articule en plusieurs étapes :
1. Demande de devis à un organisme reconnu RGE.
2. Le syndic de copropriété inscrit à l’ordre du jour de l’assemblée générale des copropriétaires la réalisation d’un audit énergétique.
3. Décision, par vote en assemblée générale, de la réalisation de l’audit énergétique.
4. Réalisation de l’audit énergétique par un thermicien-énergéticien.

### État des lieux
L’audit est un outil de collecte d’informations générales et techniques. Cette phase est capitale puisqu’elle constitue le socle du bon déroulement de l’audit. 
On distingue trois niveaux de sources d’informations : documents à analyser, résultats de l’enquête de confort, données « terrain » :
1. Documents à récolter et à analyser : La recherche bibliographique préalable permet de caractériser le site avant la visite. On réalise le recueil des informations disponibles auprès du maître d’ouvrage et /ou du gestionnaire de site (factures, plans, schémas des réseaux, abonnements et contrats d’exploitation, livret de chaufferie).
2. Résultats de l’enquête de confort thermique auprès des occupants : Il faut prêter attention aux différentes remarques sur les habitudes de vie des résidents (ouverture des fenêtres, puisage d’eau chaude et d’eau froide, régulation des émetteurs…) et sur leur ressenti (sensation de froid, déséquilibre en répartition de l’eau chaude sanitaire d’un appartement à un autre, etc.).
3. Analyse approfondie du site : Visite détaillée du site : Bâti avec caméra infra-rouge (appartements témoins, toiture, sous-sol), équipements (chauffage, eau chaude sanitaire, ventilation, éclairage), usages. Les données terrain du site doivent relevées sur site par un chargé de projet accompagné d’un représentant du syndic et du président du conseil syndical ou de l’un de ses membres. Cette étape constitue la plus grande partie du travail de l'auditeur : a) Appréciation de l’environnement extérieur et des éléments ayant des incidences sur les consommations énergétiques (localisation, orientation du bâtiment, masques solaires, mitoyenneté, éléments architecturaux). b) Inspection détaillée du bâti avec un état des lieux des sous-sols, de la toiture, des parois extérieures, des menuiseries. Le recours à la caméra thermique a généralement lieu pour la mise en évidence des ponts thermiques. c) Bilan des systèmes comprenant le chauffage, le refroidissement, l’eau chaude sanitaire, la ventilation, l’éclairage, et autres usages électriques.

En somme, cette étape permet de définir l’état général et la conformité réglementaire de la construction, de ces installations et équipements techniques. Cela permet de situer également les consommations globales avec le parc existant. Enfin, cela permet d’aboutir à une fiche d’identité détaillée du bâtiment, des équipements et de son utilisation en vue d’obtenir une répartition détaillée des consommations. Cette analyse est directement dépendante de la qualité et de l’exactitude des informations recueillies. Par la suite, l’ensemble des données collectées devront être transposées en termes techniques, par exemple, la composition d’un mur sera traduite par sa conductance thermique. Les relevés effectués doivent permettre d'évaluer, de quantifier, et de décrire globalement l'état du bâtiment, le fonctionnement des principales installations, afin de recaler au mieux le modèle avec la réalité.
L’audit étant par définition une démarche globale, il requiert de maîtriser un panel de connaissances très large, en particulier les réglementations actuelles et passées. Par exemple, la compréhension de la ventilation d’un bâtiment existant nécessite la connaissance de la réglementation en vigueur au moment de la construction.

### Bilan énergétique
Les factures énergétiques seules ne permettent pas de déduire une répartition complète et précise des consommations. Les données collectées sur le bâtiment vont permettre de réaliser une modélisation du bâtiment afin d’obtenir des consommations théoriques à recaler avec les factures. L’objectif de cette étape est de valoriser les données collectées lors de la visite pour en déduire un certain nombre d’indicateurs et en tirer des conclusions.
Le bilan énergétique doit être réalisé via un logiciel de calcul. Les bâtiments sont modélisés dans leur intégralité et des scénarios d’utilisation sont définis afin d’approcher au plus près les conditions réelles en ce qui concerne l’occupation, les consignes de températures, les débits de ventilation et de puissances dissipées.
Voici les étapes clefs lors du calcul numérique :
1. Saisie des données : La première étape consiste en la saisie du bâtiment dans le logiciel. La saisie du bâtiment est elle-même décomposée en plusieurs étapes : Saisie des compositions de parois. Les différentes compositions de parois d’un projet sont créées et sauvegarder dans la bibliothèque du logiciel, Saisie des vitrages, Saisie des ponts thermiques, Saisie des scénarios de fonctionnement du bâtiment (occupation, ventilation, chauffage, rafraîchissement, puissance dissipée…), Choix du site et des données météorologiques, Saisie géométrique du bâtiment et affectation des compositions de parois, vitrages, ponts thermiques.
2. Définition des zones thermiques : À partir de la saisie du bâtiment, le logiciel simule le comportement thermique du bâtiment en fonction d’un découpage en zones thermiques choisi par l’ingénieur qui réalise l’étude. Les scénarios sont affectés par zone thermique (scénarios d’occupation, de ventilation, de chauffage, de rafraîchissement, de puissance dissipée…). Ces scénarios permettent de différencier le fonctionnement de chaque zone thermique. Par exemple, les scénarios de ventilation des parties communes sont différents de ceux des parties privatives.
3. Simulation du cas de base et des variantes : Une fois les éléments des étapes précédentes vérifiés, la simulation peut être lancée. La première simulation effectuée, appelée cas de base, correspond toujours au bâtiment dans son état initial. C’est la simulation de référence pour le projet. Un recalage avec les consommations réelles a toujours lieu.
4. Résultats et analyse : Les outils permettant ce type d’approche évaluent les besoins de chauffage et climatisation ainsi que la problématique du confort thermique pour un bâtiment pendant une année météorologique type. La simulation thermique dynamique permet de calculer l’évolution de la température dans les bâtiments heure par heure sur toute l’année. L’analyse de la situation initiale permettra de mettre en évidence les postes de déperditions les plus importants et ainsi de proposer des pistes d’amélioration pertinentes énergétiquement et techniquement.

Cette partie « Bilan énergétique » de l’audit est importante puisque ce sont ses conclusions qui vont guider la rénovation en proposant des préconisations.

### Préconisations
Cette partie comprend deux enjeux : pouvoir estimer les gains énergétiques, et donner le coût d’investissement pour chacune des préconisations :
1. Gains énergétiques : L'audit énergétique comprend des propositions d'actions d'amélioration de la performance énergétique portant sur les éléments constitutifs de l'enveloppe du bâtiment (parois opaques et vitrées), l'installation collective de chauffage et de refroidissement, les équipements de production d'eau chaude sanitaire, les équipements de ventilation, les équipements d'éclairage, les équipements de production d'électricité à demeure.
2. Choix des indicateurs économiques

Outre l’aspect énergétique, l’aspect économique est l’un des critères les plus importants dans la prise de décision. Voici les principaux indicateurs utilisés :
- Le coût d’investissement : Le chiffrage des préconisations doit reposer sur des devis analogues ou sur des ratios disponibles sur l’ADEME ou l’ANAH.
- Le Coût de l’investissement avant aides : il s’agit d’un critère important du fait que les aides sont perçues après un laps de temps plus au moins important après la fin des travaux alors que le maitre d’ouvrage devra payer l’entreprise d’exécution au fur et à mesure de l’avancement des travaux. Cela peut donc poser des difficultés de trésorerie.
- Le Coût d’investissement après aides : il s’agit du montant financier après déduction des aides des travaux que devra supporter finalement la maitrise d’ouvrage. Il existe plusieurs types d’aides avec des mécanismes de financement propres à chacune (offres commerciales CEE, crédits d’impôts, subventions ADEME).
- Le rapport euros investis / kWh économisé : il est plus judicieux qu’un temps de retour sur investissement (TRI). En effet, le temps de retour sur investissement tient compte du prix de l’énergie sur les années à venir or celui-ci ne peut être connu avec certitude. Il s’agit donc d’un indicateur important pour comparer deux solutions entre elles.
- Le TRI actualisé : Temps de retour sur investissement doit prendre en compte une augmentation probable du coût de l’énergie de 4 % par an.

Cela permet d'établir une stratégie de rénovation dans le bâtiment en comparant différentes solutions techniques d’amélioration.

### Programmes d’améliorations
Des propositions de réhabilitation sont élaborés sur la base de programmes d’améliorations cohérents et adaptés aux caractéristiques du bâtiment, pour permettre au maître d’ouvrage d’orienter son intervention dans les meilleures conditions de coût et de délai. Ces programmes sont présentés sous forme de « bouquets » de réalisations, correspondant à un niveau de performance énergétique global après travaux. En effet, l'audit énergétique propose, dans la mesure du possible, des scénarios permettant de diminuer les consommations, respectivement d'au moins 20 % et d'au moins 38 %. Ces scénarios sont hiérarchisés selon les critères suivants :
- la cohérence globale des travaux tenant compte des qualités architecturales et constructives du bâtiment ;
- l'économie d'énergie :
- le coût d'investissement et son temps de retour ;
- le caractère urgent des travaux, lié notamment à la vétusté ou à la dégradation des équipements et des ouvrages.

Dans cette phase, on cherchera à mettre en évidence les points suivants pour chaque scénario :
- la consommation annuelle d'énergie primaire du bâtiment après travaux rapportée à sa surface, exprimée en kWhEP/m².an, pour chaque usage suivant de l'énergie : le chauffage, le refroidissement, la production d'eau chaude sanitaire, la ventilation et l'éclairage,
- la consommation annuelle totale d'énergie primaire du bâtiment après travaux pour l'ensemble des usages de l'énergie précités exprimée en kWhEP/an,
- l'estimation des économies d'énergie en énergie primaire puis en euros générées par la réalisation de ce scénario par rapport à la situation initiale,
- l'estimation du coût total du scénario en détaillant ce coût par action,
- les aides financières mobilisables pour ce scénario.

Cette phase de proposition de programme d’amélioration nécessite d’avoir une vision globale du bâtiment. Voici le raisonnement à avoir dans une rénovation énergétique à travers un exemple :
1. Identifier le problème principal : Le problème principal repose sur une consommation d’énergie importante. L’objectif est donc de proposer des solutions de maîtrise de l’énergie.
2. Proposer et combiner une ou plusieurs solutions techniques : on propose par exemple de réduire les déperditions surfaciques en remplaçant les menuiseries.
3. Dépasser l’objectif premier, et analyse des conséquences : cette proposition nécessite de prendre du recul par rapport au problème posé pour l’étudier dans ses différentes dimensions. On étudie alors ses conséquences : Conséquence positive : réduction les consommations énergétiques -Conséquence négative si non maîtrisée : la perméabilité à l’air augmente, cela nécessite alors une gestion de renouvellement d’air adéquate, sinon des problèmes sanitaires apparaîtront, par exemple, on notera le développement de moisissure.
4. Trouver un compromis et aboutir à une solution finale : On peut donc envisager le remplacement des menuiseries seulement si le système de ventilation est initialement performant ou qu’une réfection sera prévue. La solution finale ne pourra se détacher qu’après avoir analysé l’ensemble de ces points et leur impact sur la qualité, le coût et le délai du projet.

Cette approche systématique comprenant la formulation du problème (étape 1), l’élaboration d’une réponse technique (étape 2), l’analyse des conséquences (étape 3) puis la résolution multicritères du problème principal (étape 4) doit s’inscrit de plain-pied dans une démarche d'audit énergétique.
Une norme européenne NF EN 16247-2 est parue en juillet 2014 et présente sa propre méthodologie.

### Présentation du rapport synthétique de l’audit énergétique
La restitution des résultats consiste à un compte rendu oral aux Syndic de copropriété et copropriétaires des conclusions de l’audit. Elle nécessite une grande pédagogie de la part du bureau d'études.